# Žezlo Karla V.
Žezlo Karla V. (francouzsky Sceptre de Charles V) je insignie, odznak moci francouzských králů, používaný během korunovačního obřadu od 14. století. Původně bylo součástí královské pokladnice v bazilice Saint-Denis, nyní je vystaveno v muzeu Louvre. Jedná se o jeden z mála francouzských korunovačních předmětů, které se dochovaly.

## Vzhled žezla
Poprvé bylo žezlo použito v den korunovace Karla V. dne 19. května 1364. Zlaté žezlo bylo speciálně navržené pro tuto příležitost, je zakončeno soškou, rovněž ze zlata, představující Karla Velikého sedícího na trůnu s císařskou korunou, to vše uspořádané na trojrozměrné fleur-de-lis.
Žezlo řečené Charlemagne (tj. Karel Veliký) mělo politický cíl posílit karolínský původ rodu Valois. Pokud byla Adéla ze Champagne, třetí manželka Ludvíka VII. a matka Filipa Augusta, stejně jako Isabela Henegavská, manželka jeho syna, potomky Karla II., který byl sám vnukem Karla Velikého, pak jsou Valois pouze mladší větví Kapetovců.
K již tak živé liturgické úctě se přidává politický kult Karla Velikého (přítomný v tématu Devíti hrdinů), od kterého první členové rodu Valois odvozovali svou legitimitu, jejímž iniciátorem byl Karel V. tváří v tvář nárokům Plantagenetů. Karel V. a jeho syn nesli křestní jméno svého předka Karla, který dal jméno karolínské dynastii, od které tito králové odvozují svůj rod. Nedávný nástup rodu na trůn (Filip VI. v roce 1328) zahájil novou éru umění ve službách moci. Dalším aspektem legitimizace dynastie Valois je meč, který nechal Karel ukovat, jako Joyeuse, mytický meč Karla Velikého.

## Popis
Žezlo se skládá ze čtyř na sebe navazujících spojených částí - dříkem, historickým uzlem, fleur-de-lis a vrcholovou soškou. Celkem měří 60 cm. Dřík je v horní části zdoben fleur-de-lis a rytými rozetovými uzly.
Koule (uzel) je zdobena třemi reliéfními výjevy zobrazujícími legendu o Karlu Velikém podle Kalichova kodexu. V první scéně se svatý Jakub zjevil Karlu Velikému, předal mu jablko a meč a nařídil mu, aby šel osvobodit Španělsko. Ve druhé scéně se svatý Jakub zjevuje rytířům v modlitbě, jejich kopí se během noci zakořenila a proměnila ve větve. Ve třetí scéně Svatý Jakub vytrhne Karlovi Velikému duši z rukou démona. Tyto tři medailony jsou obklopeny perlami a vsazenými kameny, kdysi drahokami, později nahrazenými sklem.
Šestilistá koruna, původně smaltovaná v bílé barvě, symbolizuje lilii, která podpírá sošku. Karel Veliký je zobrazen sedící na trůnu, korunovaný a držící vlevo jablko a vpravo dlouhé žezlo, jehož zlomený a chybějící konec je nahrazen koulí. Na základně soklu se na čtyřech stranách táhne prolamovaný nápis v latině.
| SANTUS [sic] KAROLUS MAGNUS ITALIA ROMA GALIA ET (?) ALIA |

Vrcholová soška představuje Karla Velikého na trůnu, nesoucího v jedné ruce křížový globus a v druhé žezlo. Opěrky trůnu původně zdobili dva orli a dva lvi, z původního se dochoval pouze jeden. Perla dříve zdobící císařskou korunu Karla Velikého byla nahrazena křížem.
Toto žezlo prošlo četnými restaurováními a úpravami detailů v letech 1722, 1775, 1804 a 1825. Různé odkazy na dobové zdroje naznačují, že byl vyroben mezi lety 1370 a 1380. Žezlo ve velmi přesné podobě je poprvé vidět na iluminaci korunovační knihy Karla V. v roce 1364. Není jisté, zda se jedná o současné nedokončené žezlo, nebo o ztracené žezlo, které Karlovi V. posloužilo jako model pro výrobu toho, které se dochovalo, určeného pro jeho syna Karla VI.

## Osudy žezla
V inventáři z roku 1380 je žezlo zmíněno mezi předměty, které připravil Karel V. a svěřil je opatovi ze Saint-Denis 7. května 1380 u příležitosti korunovace jeho syna, budoucího Karla VI. Krátce před svou smrtí nechal Karel V. upravit také žezlo a nahradil kytici listí, která původně žezlo zakončovala, bílou smaltovanou lilií vycházející z koule zobrazující scény ze života Karla Velikého. Žezlo se poté používalo při všech korunovacích francouzských králů, s výjimkou korunovací Karla VII. a Jindřicha IV.
Pokud se žezlo nepoužívalo při korunovaci nebo obřadu, bylo uloženo v jedné z truhlic pokladnice Saint-Denys. Žezlo bylo uloženo ve čtvrté ze sedmi pokladnic.
Napoleon ho použil během své korunovace. Vyskytuje se na  státních znacích Prvního a Druhého císařství.
Karel X. byl posledním francouzským panovníkem, který žezlo použil při své korunovaci v roce 1825.
Žezlo se nyní nachází v pařížském muzeu Louvre.